# 沙峽谷 (加利福尼亞州)
沙峽谷（英語：Sand Canyon）是位於美國加利福尼亞州克恩縣的一個非建制地區。該地的面積和人口皆未知。

## 地理
沙峽谷的座標為35°00′02″N 118°06′23″W / 35.00056°N 118.10639°W，而該地的平均海拔高度為1372米（即4500英尺）。